# Cnaphalocrocis trebiusalis
Cnaphalocrocis trebiusalis is een vlinder uit de familie van de grasmotten (Crambidae), uit de onderfamilie van de Spilomelinae. De wetenschappelijke naam van deze soort is voor het eerst voorgesteld als Botys trebiusalis door Francis Walker in een publicatie uit 1859.
De soort komt voor in
- het Afrotropisch gebied waaronder Congo-Kinshasa, Madagaskar, de Seychellen en Réunion,
- het Oriëntaals gebied waaronder India, Bhutan[1], Sri Lanka, China (Hongkong), Thailand[1], Maleisië (Sarawak) en Indonesië (Borneo, Java, Sumatra),
- het Australaziatisch gebied waaronder Fiji, Samoa en de Solomonseilanden.